# Johann Georg Krünitz
Johann Georg Krünitz (1728-1796) est un encyclopédiste allemand.
Né à Berlin, il exerce quelque temps la médecine, puis se met à écrire et publie un grand nombre de traductions d'ouvrages anglais et français.
Il entreprend en 1758 de rédiger une encyclopédie couvrant l'économie et la technologie. En cours de rédaction, le projet s'élargit et devient une encyclopédie générale, qui emprunte largement à l'Encyclopédie d'Yverdon. Krünitz meurt alors qu'il travaillait sur le 73e volume (lettre L) de son Oeconomische Encyclopädie (de).
Friedrich Jakob Flörke (1758-1799) prend alors la direction des cinq volumes suivants, tandis que son frère Heinrich Gustav Flörke (1764-1835) supervisera la préparation des volumes 78-123.
Johann Wilhelm David Korth prend ensuite le relais jusqu'à la fin du volume 188. Il est ensuite assisté par Carl Otto Hoffmann (1812-1860) et Ludwig Kossarski (1810-1873). La publication, qui avait débuté en 1758 se termine en 1858 avec un total de 242 volumes in-octavo publiés à Berlin.
Grâce à ses articles assez courts et un format de livre très maniable, cet ouvrage se prêtait bien à une lecture suivie. Une version abrégée en 32 volumes a été publiée à Berlin entre 1786 et 1809.